# Bahnhof Bytom

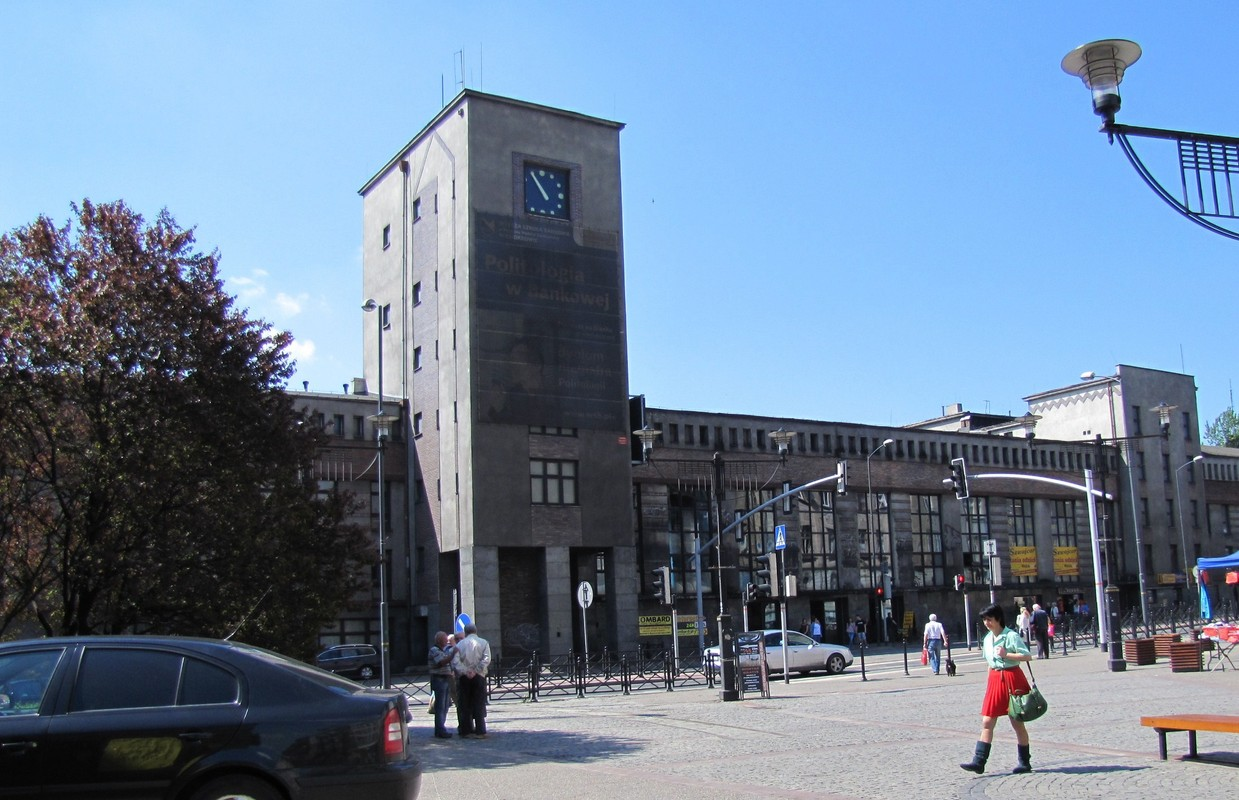
Der Bahnhof vom Zentrum aus

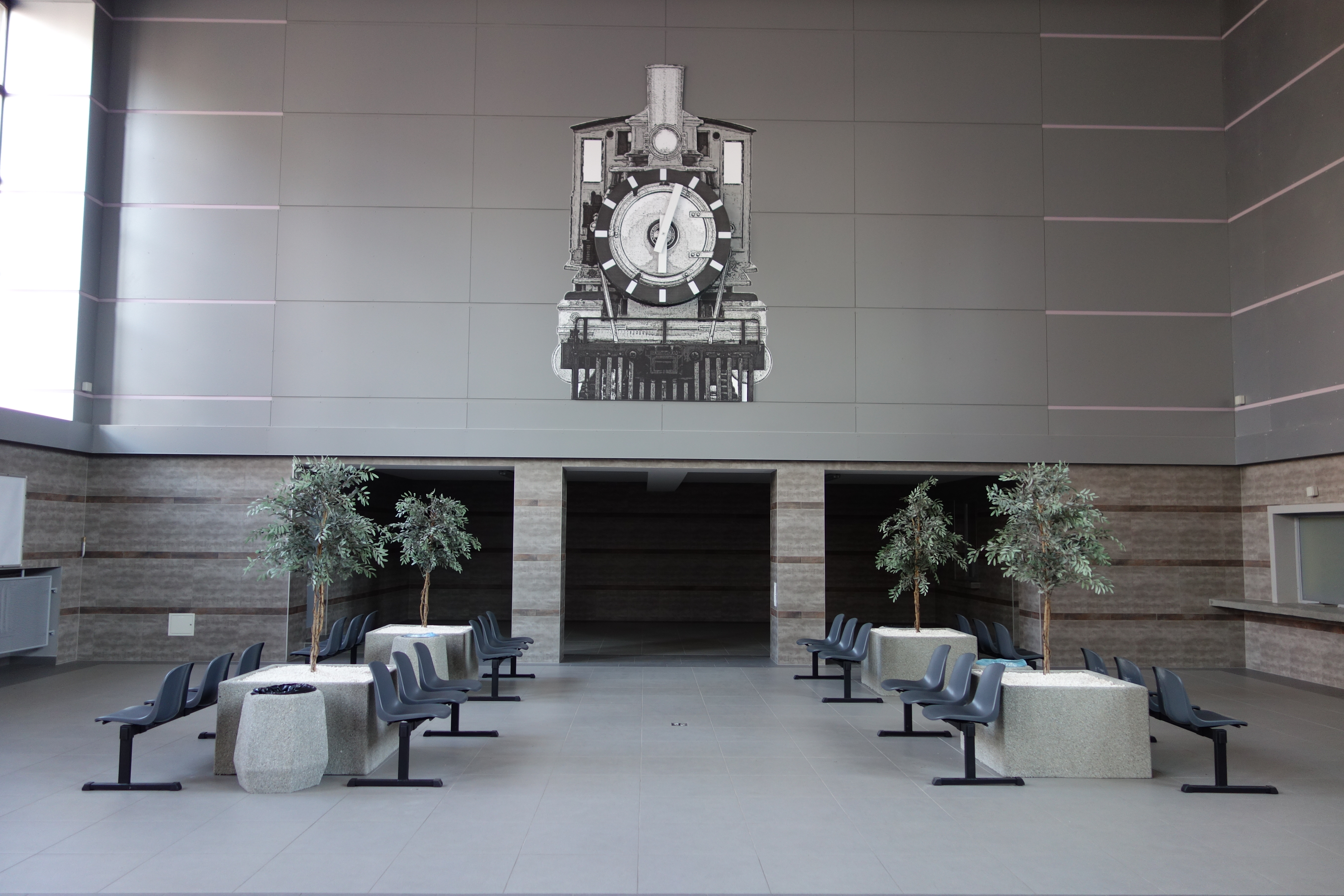
Innenansicht

Der Bahnhof Bytom (Beuthen O.S.) ist einer der größten Bahnhöfe im Oberschlesischen Industriegebiet. Das heutige Empfangsgebäude wurde Ende der 1920er Jahre im modernen Stil erbaut. Es hat zwei markante Türme, einen kleineren und einen größeren, siebenstöckigen Uhrturm. Der Bahnhof befindet sich am Plac Wolskiego in der Innenstadt von Bytom. Der Bahnhof liegt an der Bahnstrecke Chorzów–Tczew, von der in Bytom die Bahnstrecke Bytom–Wrocław abzweigt. Außerdem ist der Bahnhof ein Endpunkt der Oberschlesischen Schmalspurbahn.
In der Zwischenkriegszeit war der Bahnhof zwischen 1936 und 1939 Ziel des „Fliegenden Schlesiers“, der mit einer Durchschnittsgeschwindigkeit von 109 km/h in 4:17 Stunden von Berlin über Breslau nach Beuthen verkehrte, seinerzeit eine der schnellsten Verbindungen.

## Geschichte
Ein erster Bahnhofsbau wurde 1868 eröffnet und hieß damals „Oberschlesischer Bahnhof“ Am 24. Juni 1870 wurde die Strecke Tarnowitz – Beuthen – Schoppiitz – Dzieditz eröffnet. Nach der Teilung Oberschlesiens wurde Beuthen zur Grenzstadt und der Hauptbahnhof zum Grenzbahnhof, von den vier Gleisen führte eins nach Polen.
In den 1920er Jahren wurde der „Hauptbahnhof Beuthen“ durch einen Neubau ersetzt. Der Bahnhof hatte mit der Teilung Oberschlesiens als Grenzbahnhof an Bedeutung gewonnen. Der neue Bahnhof war ein Prestigeprojekt, da es als Visitenkarte Beuthens nach Deutschland hineinwirken sollte und zudem Einreisende aus dem Ausland beeindrucken wollte.
Das neue Empfangsgebäude entstand von 1929 bis 1930 anstelle des Vorgängerbaus. Über den Gleisen wurde eine neue Bahnhofshalle errichtet. Der turmartige Bauteil sollte die Bahnhofstraße abschließen. Der Bau wurde einer der modernsten Bahnhöfe Deutschlands. Jedoch gestaltete sich der Neubau als schwierig weil der Verkehr aufrechterhalten werden musste. Für die Fassaden wurde Bucaklinker der 1., 2. und 3. Klasse mit schwarzgrünen Fugen verwendet, während der turmartige Baukörper und der Mittelbau durch Verwendung von Klinkern der 1. und 2. Klasse eine etwas dunkler Tönung erhielten.
Die Konsolen der Hauptgesimse sind aus Eisenklinkern, während das Hauptgesims und die kleineren Gesimse aus gestocktem Beton bestehen. Bis Ende 1929 war das neue Empfangsgebäude größtenteils fertiggestellt und man arbeitete an der Innengestaltung und -ausstattung.
In den folgenden Jahrzehnten wurde die Fassade des Empfangsgebäudes mehrfach umgestaltet. Die große Bahnhofsuhr aus der Erbauungszeit wurde abgebaut und ersetzt.
Von 2022 bis 2024 wurde der Bahnhof umfangreich umgebaut und renoviert.

## Brückenstellwerk

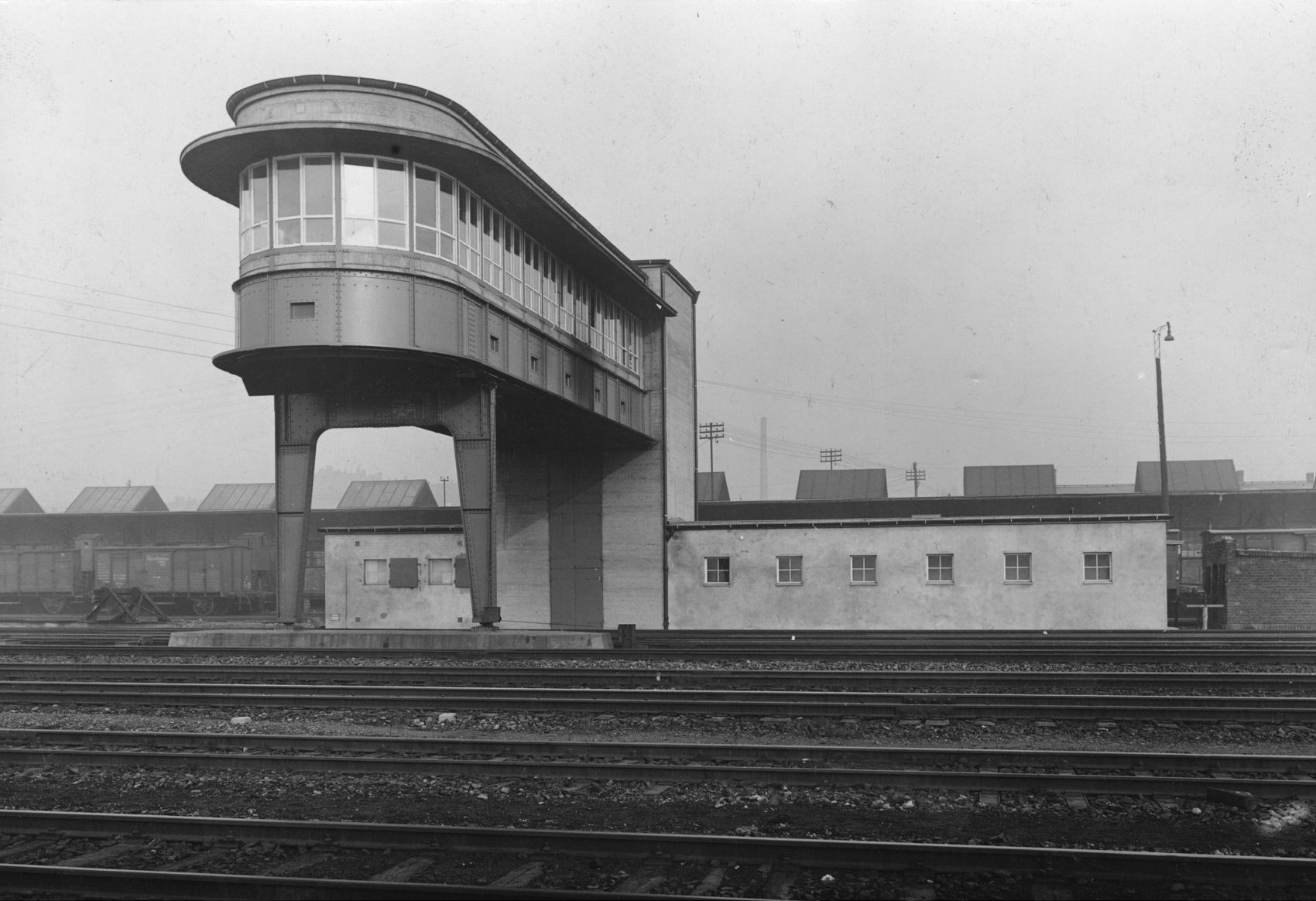
Brückenstellwerk im Jahr 1936

Am Bahnhof Bytom existiert ein historisches Brückenstellwerk, das im Jahr 2024 durch PKP Polskie Linie Kolejowe S.A. grundlegend restauriert wurde. Der finanzielle Aufwand dafür betrug 1,1 Mio. PLN (260.000 EUR).